# Tipula (Savtshenkia) aster
Tipula (Savtshenkia) aster is een tweevleugelige uit de familie langpootmuggen (Tipulidae). De soort komt voor in het Palearctisch gebied.